# نیشینا مورینوبو
نیشینا مورینوبو، تاکدا مورینوبو؛ تاکدا هاروکیُو (به ژاپنی: 仁科盛信 Nishina Morinobu); ۱ ژانویهٔ ۱۵۵۷ – ۲۵ مارس ۱۵۸۲) سامورایی اهل ژاپن و پنجمین پسر تاکدا شینگن از یکی از زنان غیر اصلی او به نام آبوراکاوا فوجین بود. در سال ۱۵۶۱ به فرزندخواندگی خاندان نیشینا در ولایت شینانو درآمد.
هنگامی که در اواخر سال ۱۵۸۱ حمله به قلمرو تاکدا توسط اتحاد اودا-توکوگاوا آغاز شد، مورینوبو مسئولیت دفاع از قلعه تاکاتوئو (高遠城) در جنوب ولایت شینانو را به همراه یکی از متحدانش، اویامادا ماسایوکی، به عهده گرفت.
در فوریه ۱۵۸۲، زمانی که ارتش اودا فتح کوشو را به دستور اودا نوبوناگا آغاز کرد، قلعه تاکاتوئو، جایی که ۳۰۰۰ سرباز (بعضی‌ها می‌گویند ۵۰۰) در آنجا مستقر بودند، توسط ۵۰۰۰۰ سرباز به رهبریاودا نوبوتادا پسر ارشد نوبوناگا محاصره شد. در محاصره یک ارتش بزرگ در این زمان، نوبوتادا به مورینوبو توصیه کرد که تسلیم شود، اما مورینوبو نپذیرفت.
اودا نوبوتادا، جانشین منتخب اودا نوبوناگا و فرمانده ارتش اودا، در حالی که خود را در قلعه مستحکم می‌کرد، یک راهب بودایی را برای مذاکره برای تسلیم فرستاد.
با این حال، مورینوبو با بریدن بینی و گوش‌های راهب پاسخ داد و در حمله بعدی به قلعه کشته شد. قبل از اینکه در هنگام سقوط قلعه سپپوکو انجام دهد، پیشگویی خود را از مرگ نوبوناگا به سربازان اودا گفت که به زودی محقق شد. وی در سن ۲۶ سالگی درگذشت. تقریباً ۵۰۰ رعیت نیز در این نبرد کشته شدند، و قلعه تاکاتوئو سقوط کرد. گفته می‌شود که ارتش اودا نیز متحمل ۳۰۰ کشته شد.